# João Batista Casemiro Marques
João Batista Casemiro Marques of Mertol Karatay (Cataguases, 4 maart 1975) is een voormalig voetballer van Braziliaans-Turks afkomst die bij voorkeur als verdedigende middenvelder speelde.

## Clubcarrière
Batista  begon zijn carrière bij Gaziantepspor. Twee jaar later ging hij terug naar zijn vaderland om te gaan spelen voor União São João EC. Hij speelde daar drie jaar en ging weer terug naar Gaziantepspor. In 2002 ging hij spelen voor de Turkse topclub Galatasaray SK. Na twee jaar voetballen bij Galatasaray kreeg hij een aantal aanbiedingen vanuit het buitenland. Hij koos uiteindelijk voor FC Sjachtar Donetsk. Hij speelde daar een jaar en keerde terug naar Turkije. Vanaf 2005 tot en met 2008 was hij actief bij Konyaspor. Hij verruilde deze club voor Kasımpaşaspor. Hij sloot zijn carrière in 2009 af bij Mersin Idman Yurdu.

## Interlandcarrière
Batista kon kiezen tussen Brazilië en Turkije. Uiteindelijk koos hij voor Brazilië, maar speelde geen interlands.